# Філозофенвеґ (Гайдельберг)

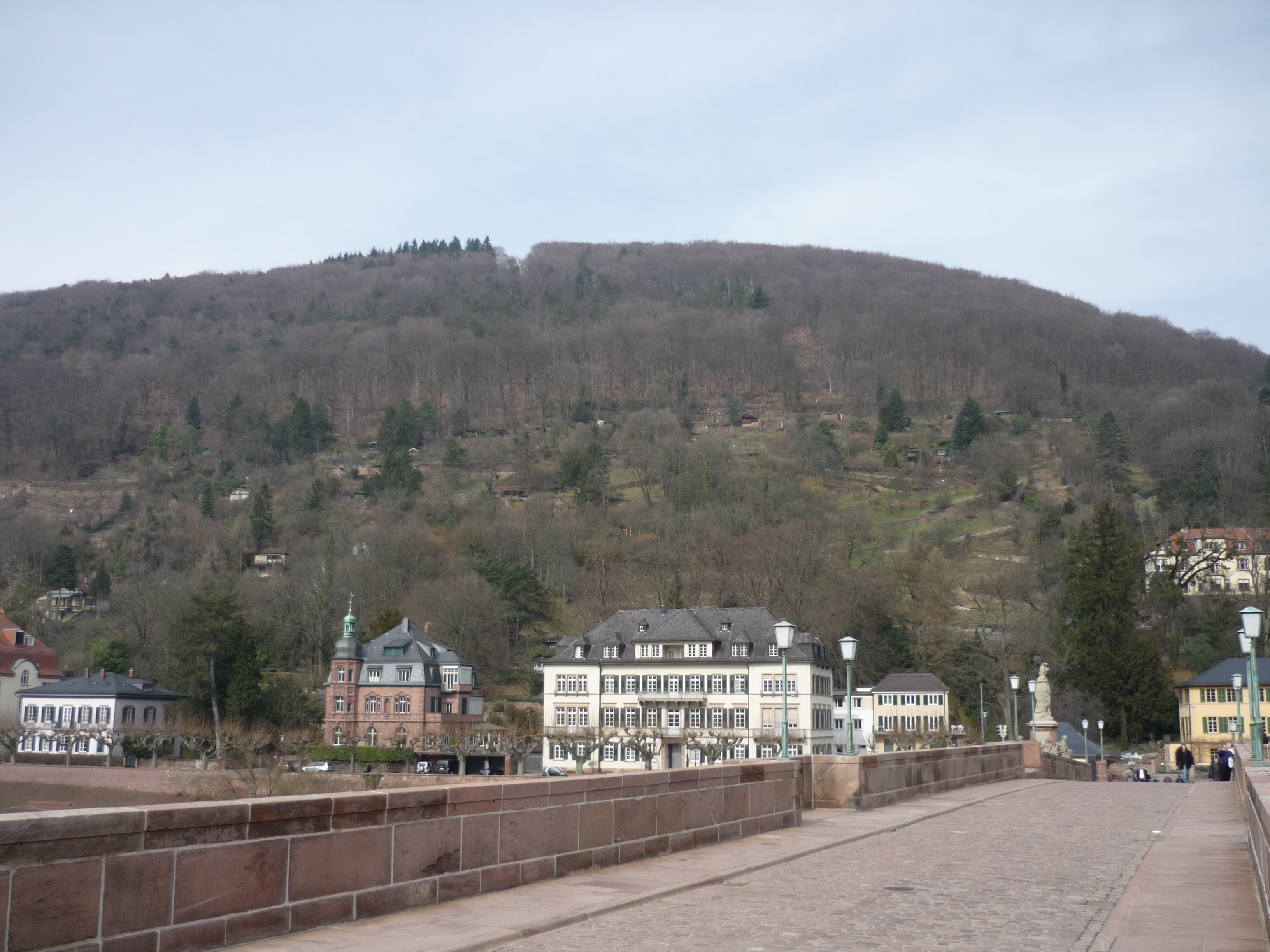
Вид на Філософенвег і Шлангенвег (праворуч) зі Старого міста

Філозофенвеґ (нім. філософський шлях) — вулиця в Гайдельберзі, на схилі гори Хайлігенберг. Має довжину близько двох кілометрів. Іде вгору від району Нойенхайм. Місцями дуже крута, особливо на початку.
Знаходиться на протилежному березі Неккару від Старого міста, Гайдельберзького замку і гори Кенігштуль. Красиві краєвиди на Неккар і Старе місто роблять Філозофенвеґ однією з визначних пам'яток Гайдельберга.

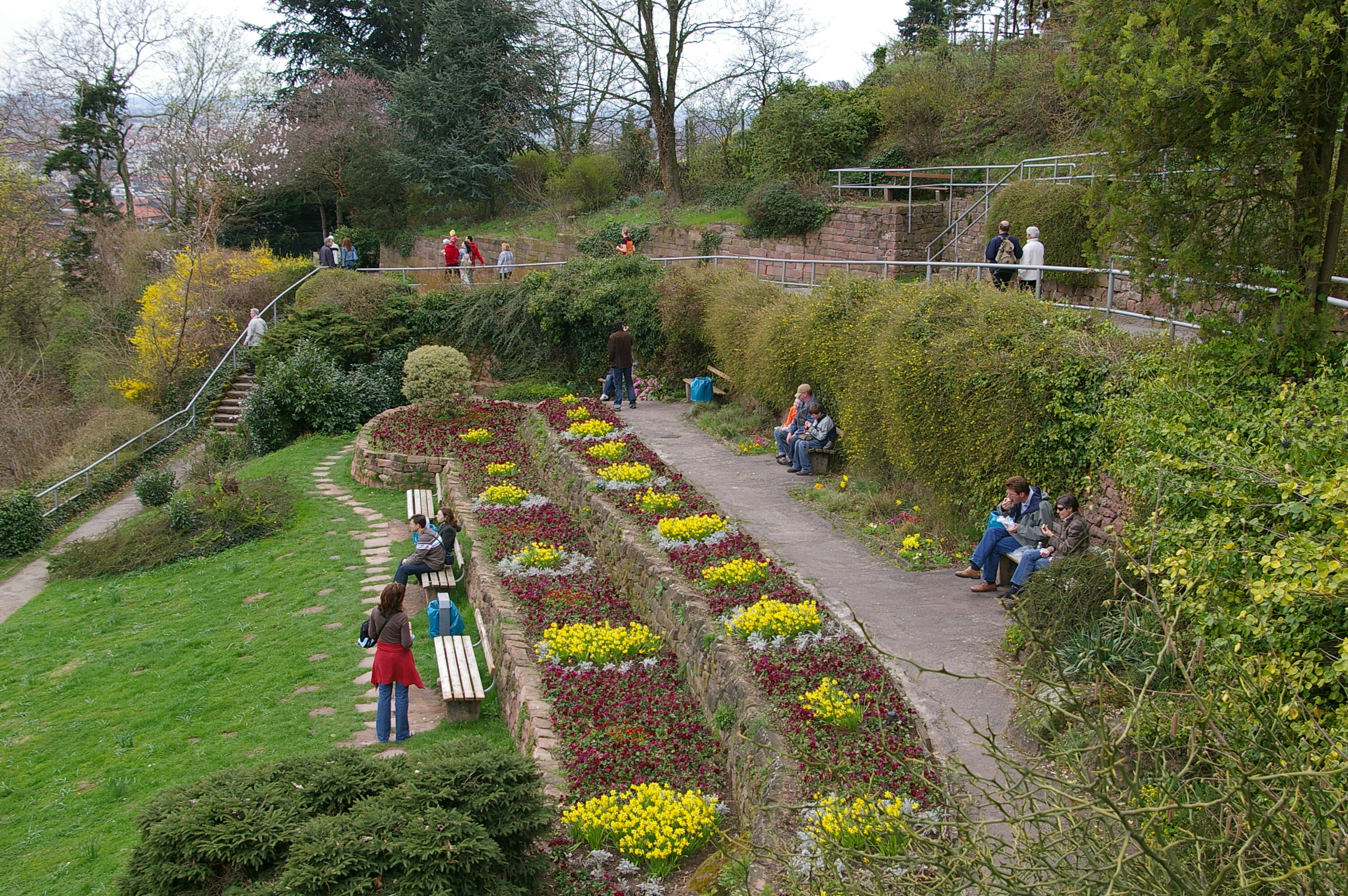
Сад на Філософенвег

## Географія

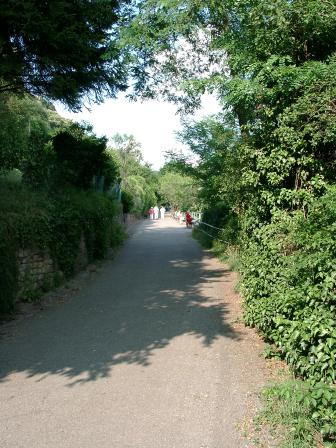
Вид на Філософенвег

Хоча в'їзд на вулицю й позначений вказівниками, він відносно непомітний, і його важко знайти немісцевим. Нижня половина протягом перших 700 метрів крута і звивиста. Вона проходить через один із найдорожчих житлових районів Гайдельберга. На першому повороті знаходиться Інститут фізики (Філозофенвеґ 12), побудований на початку XX століття нобелівським лауреатом Філіппом Ленардом. Поруч знаходяться інші будівлі фізичного факультету, дві з них на Філософенвеґу: Інститут теоретичної фізики і бібліотека. З 1912 року тут жив зоолог Г'юго Мертон, який втратив свою професорську посаду під час правління націонал-соціалістів і емігрував до Англії в 1937 році. Фізик Ханс Єнсен (нобелівський лауреат 1963 року) придбав будинок у 1952 році від імені Гайдельберзького університету.

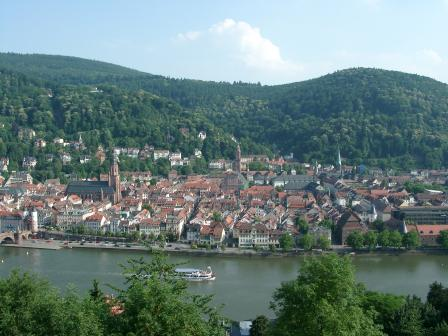
Вид на старе місто з Філософенвега. На зображенні три церкви: Церква Святого Духу (ліворуч), Єзуїтська Церква (посередині) і Петерскірхе (праворуч ззаду). На передньому плані видно Неккар.

Крута, тісно забудована частина Філософенвеґа закінчується після будинку номер 21. Шлях продовжується майже рівно, спочатку вздовж Філософського саду. Звідти відкривається найкращий вид на Неккар, Старе місто, Кенігштуль і замок. На платформі в маленькому саду стоїть бюст Ейхендорфа, німецького поета-романтика, що навчався в Гайдельберзі кілька місяців. На основі вигравіруваний вірш Ейхендорфа.
На східному кінці вулиці знаходиться сквер Гельдерліна, — іншого поета-романтика. На камені Гельдерліна написана ода поета Гайдельбергу. В сквері Гельдерліна також стоїть пам'ятний камінь на згадку про церкву Енгельскірхе (Церкви Ангелів) покинутого поселення Дагерсбах, що колись тут знаходилось.
Далі Філозофенвеґ продовжується як лісова стежка.
Існує також Oberen Philosophenweg (верхній філософський шлях), який веде трохи вище через ліс та має кращий вид на місто і замок.
Іншим входом на Філозофенвеґ є Шланґенвеґ (нім. зміїний шлях), який веде вгору від Старого мосту . Він частково складається зі сходів і звивається на гору зигзагом, що пояснює його назву.

## Походження назви
Філософенвег, ймовірно, завдячує назвою не відомим науковцям, а гайдельберзьким студентам, які використовували цю дорогу для романтичних прогулянок і спокійного спілкування. Синонімічне вживання слів «студент» і «філософ» походить з часів, коли кожен студент повинен був спочатку вивчати філософію — так звані сім вільних мистецтв — перед початком більш спеціалізованого навчання.